# Skydancer
Skydancer — дебютный студийный альбом шведской группы Dark Tranquillity, вышедший в 1993 году.
Skydancer единственный альбом Dark Tranquillity, в котором поёт Андерс Фриден, будущий вокалист In Flames. На всех последующих альбомах вокальные партии исполняет Микаэль Станне, поющий также на дебютном альбоме In Flames.
Альбом был переиздан в 2000 году лейблом Century Media Records вместе с Of Chaos and Eternal Night (EP) в новой обложке.

## Список композиций
| №                   | Название                         | Текст песни         | Музыка                      | Длительность |
| ------------------- | -------------------------------- | ------------------- | --------------------------- | ------------ |
| 1.                  | «Nightfall by the Shore of Time» | Сундин              | Хенрикссон, Сундин          | 4:46         |
| 2.                  | «Crimson Winds»                  | Станне              | Сундин, Ййиварп             | 5:28         |
| 3.                  | «A Bolt of Blazing Gold»         | Сундин              | Хенрикссон, Сундин          | 7:14         |
| 4.                  | «In Tears Bereaved»              | Сундин              | Хенрикссон, Сундин          | 3:50         |
| 5.                  | «Skywards»                       | Станне              | Хенрикссон, Сундин          | 5:06         |
| 6.                  | «Through Ebony Archways»         | Станне              | Хенриксон, Сундин           | 3:47         |
| 7.                  | «Shadow Duet»                    | Сундин              | Хенрикссон, Сундин, Ййиварп | 7:05         |
| 8.                  | «My Faeryland Forgotten»         | Сундин              | Хенрикссон, Сундин          | 4:38         |
| 9.                  | «Alone»                          | Сундин              | Хенрикссон, Сундин          | 5:45         |
| Общая длительность: | Общая длительность:              | Общая длительность: | Общая длительность:         | 47:45        |

| №                   | Название                          | Текст песни         | Музыка                        | Длительность |
| ------------------- | --------------------------------- | ------------------- | ----------------------------- | ------------ |
| 10.                 | «Of Chaos and Eternal Night»      | Станне              | Сундин, Йоханссон, Ййиварп    | 5:12         |
| 11.                 | «With the Flaming Shades of Fall» | Станне, Сундин      | Сундин, Йоханссон, Хенрикссон | 3:38         |
| 12.                 | «Away, Delight, Away»             | Станне              | Хенрикссон, Йоханссон         | 5:22         |
| 13.                 | «Alone '94»                       | Сундин              | Хенрикссон, Сундин            | 5:43         |
| Общая длительность: | Общая длительность:               | Общая длительность: | Общая длительность:           | 19:55        |

## Участники записи
- Андерс Фриден — вокал
- Микаэль Станне — гитара, бэк-вокал
- Никлас Сундин — гитара
- Мартин Хенрикссон — бас
- Андерс Йиварп — ударные

### Приглашённые вокалисты
- Анна Авехалл — женский вокал в песнях «A bolt of blazing Gold» и «Through ebony Archways»
- Стефан Лингред — дополнительный мужской вокал в песне «Shadow Duet»